# Elliot Scheiner
Elliot Scheiner (...) è un produttore discografico e ingegnere del suono statunitense.
Ha cominciato la sua carriera nel 1967 con Phil Ramone nello studio di registrazione A&R Recording a New York. Dal 1973 lavora come freelance.
Vincitore di 5 Grammy Awards (tre Grammy awards per l'album degli Steely Dan Two Against Nature nel 2000 e poi altri due nel 1977 e nel 1981 ancora per gli album Gaucho e Aja sempre degli Steely Dan), Scheiner è famoso per essere uno dei più grandi pionieri al mondo nelle produzioni in Surround Sound (5.1, 7.1, ecc).
Già nel 1994, quando ancora ci si interrogava sulle questioni tecniche di quella novità che era il surround, Elliot Scheiner veniva allo scoperto con il superlativo live in surround degli Eagles Hell Freezes Over.
Scheiner ha lavorato con Fleetwood Mac, Sting, John Fogerty, Van Morrison, Toto, Queen, Faith Hill, Lenny Kravitz, Natalie Cole, Doobie Brothers, Aerosmith, Phil Collins, Aretha Franklin, Jennifer Warnes, Barbra Streisand e molti altri.